# Loret Sadiku
Loret Sadiku (Priština, 28 luglio 1991) è un calciatore kosovaro con cittadinanza svedese naturalizzato albanese, difensore o centrocampista del Kasımpaşa.

## Biografia
Nato a Priština, nell'allora provincia jugoslava del Kosovo, è cresciuto a Stoccolma, in Svezia, dove la sua famiglia si trasferì quando lui era ancora in età prescolare.
È idoneo a rappresentare internazionalmente sia Albania che Kosovo che, infine Svezia (per la quale giocò a livello giovanile) pur non avendo ancora, al 2021, esordito a livello seniores per alcuna di esse.

## Caratteristiche tecniche
È un difensore centrale, che può adattarsi a giocare anche in alcuni ruoli come centrocampista.

## Carriera

### Club
Dal 2010 al 2011 ha giocato nell'IFK Värnamo, squadra militante nella seconda serie del campionato svedese, per poi passare nel 2012 all'Helsingborg, squadra della massima serie del campionato svedese.
Il 1º luglio 2014 firma un contratto triennale con il Mersin İ. Yurdu, club turco neopromosso nella massima serie del campionato turco.
Il 18 agosto 2016 viene acquistato a titolo definitivo per 650000 € dal Kasımpaşa.

### Nazionale
Vanta tre presenze nel biennio 2011-12 con l'Under-21 svedese.
Grazie alle sue tre cittadinanze può rappresentare Albania, Kosovo e la citata Svezia; tuttavia non ha mai giocato a livello maggiore per alcuna di esse; vanta solo una convocazione, senza essere mai stato schierato, per l'Albania nella stagione 2012-13.

## Statistiche

### Presenze e reti nei club
| Stagione               | Squadra                | Campionato             | Campionato | Campionato | Coppe nazionali | Coppe nazionali | Coppe nazionali | Coppe continentali | Coppe continentali | Coppe continentali | Altre coppe | Altre coppe | Altre coppe | Totale | Totale |
| Stagione               | Squadra                | Comp                   | Pres       | Reti       | Comp            | Pres            | Reti            | Comp               | Pres               | Reti               | Comp        | Pres        | Reti        | Pres   | Reti   |
| ---------------------- | ---------------------- | ---------------------- | ---------- | ---------- | --------------- | --------------- | --------------- | ------------------ | ------------------ | ------------------ | ----------- | ----------- | ----------- | ------ | ------ |
| 2009                   | IFK Värnamo            | D1                     | 25         | 0          | CS              | 0               | 0               | -                  | -                  | -                  | -           | -           | -           | 25     | 0      |
| 2010                   | IFK Värnamo            | D1                     | 17         | 3          | CS              | 1               | 0               | -                  | -                  | -                  | -           | -           | -           | 18     | 3      |
| 2011                   | IFK Värnamo            | B                      | 29+2       | 2+0        | CS              | 1               | 0               | -                  | -                  | -                  | -           | -           | -           | 32     | 2      |
| Totale IFK Värnamo     | Totale IFK Värnamo     | Totale IFK Värnamo     | 71+2       | 5+0        |                 | 2               | 0               |                    | -                  | -                  |             | -           | -           | 75     | 5      |
| 2012                   | Helsingborg            | A                      | 19         | 0          | CS              | 0               | 0               | UEL                | -                  | -                  | SS          | 1           | 0           | 20     | 0      |
| 2013                   | Helsingborg            | A                      | 27         | 2          | CS              | 3               | 1               | UCL+UEL            | 5+0                | 0                  | -           | -           | -           | 35     | 3      |
| 2014                   | Helsingborg            | A                      | 11         | 1          | CS              | 5               | 1               | -                  | -                  | -                  | -           | -           | -           | 16     | 2      |
| Totale Helsingborg     | Totale Helsingborg     | Totale Helsingborg     | 57         | 3          |                 | 8               | 2               |                    | 5                  | 0                  |             | 1           | 0           | 71     | 5      |
| 2014-2015              | Mersin İ. Yurdu        | SL                     | 26         | 2          | CT              | 6               | 0               | -                  | -                  | -                  | -           | -           | -           | 32     | 2      |
| 2015-2016              | Mersin İ. Yurdu        | SL                     | 29         | 0          | CT              | 0               | 0               | -                  | -                  | -                  | -           | -           | -           | 29     | 0      |
| Totale Mersin İ. Yurdu | Totale Mersin İ. Yurdu | Totale Mersin İ. Yurdu | 55         | 2          |                 | 6               | 0               |                    | -                  | -                  |             | -           | -           | 61     | 2      |
| 2016-2017              | Kasımpaşa              | SL                     | 25         | 0          | CT              | 6               | 0               | -                  | -                  | -                  | -           | -           | -           | 31     | 0      |
| 2017-2018              | Kasımpaşa              | SL                     | 30         | 0          | CT              | 0               | 0               | -                  | -                  | -                  | -           | -           | -           | 30     | 0      |
| 2018-2019              | Kasımpaşa              | SL                     | 29         | 1          | CT              | 5               | 0               | -                  | -                  | -                  | -           | -           | -           | 34     | 1      |
| 2019-2020              | Kasımpaşa              | SL                     | 9          | 0          | CT              | 0               | 0               | -                  | -                  | -                  | -           | -           | -           | 9      | 0      |
| 2020-2021              | Kasımpaşa              | SL                     | 11         | 0          | CT              | 1               | 0               | -                  | -                  | -                  | -           | -           | -           | 12     | 0      |
| Totale Kasımpaşa       | Totale Kasımpaşa       | Totale Kasımpaşa       | 104        | 1          |                 | 12              | 0               |                    | -                  | -                  |             | -           | -           | 116    | 1      |
| Totale carriera        | Totale carriera        | Totale carriera        | 287+2      | 11+0       |                 | 28              | 2               |                    | 5                  | 0                  |             | 1           | 0           | 324    | 13     |

## Palmarès

### Club
- Supercoppa di Svezia: 1

Helsingborg: 2012